# Mayauel Corona
Mayauel Corona est une corona, formation géologique en forme de couronne, située sur la planète Vénus par -27,5° S et 154° E. Elle est localisée dans le quadrangle de Mahuea Tholus. Elle a été nommée en référence à Mayauel, déesse mexicaine de l'abondance. 

## Géographie et géologie
Mayauel Corona couvre une surface circulaire d'environ 200 km de diamètre. 